# دانشکده پزشکی لیدز

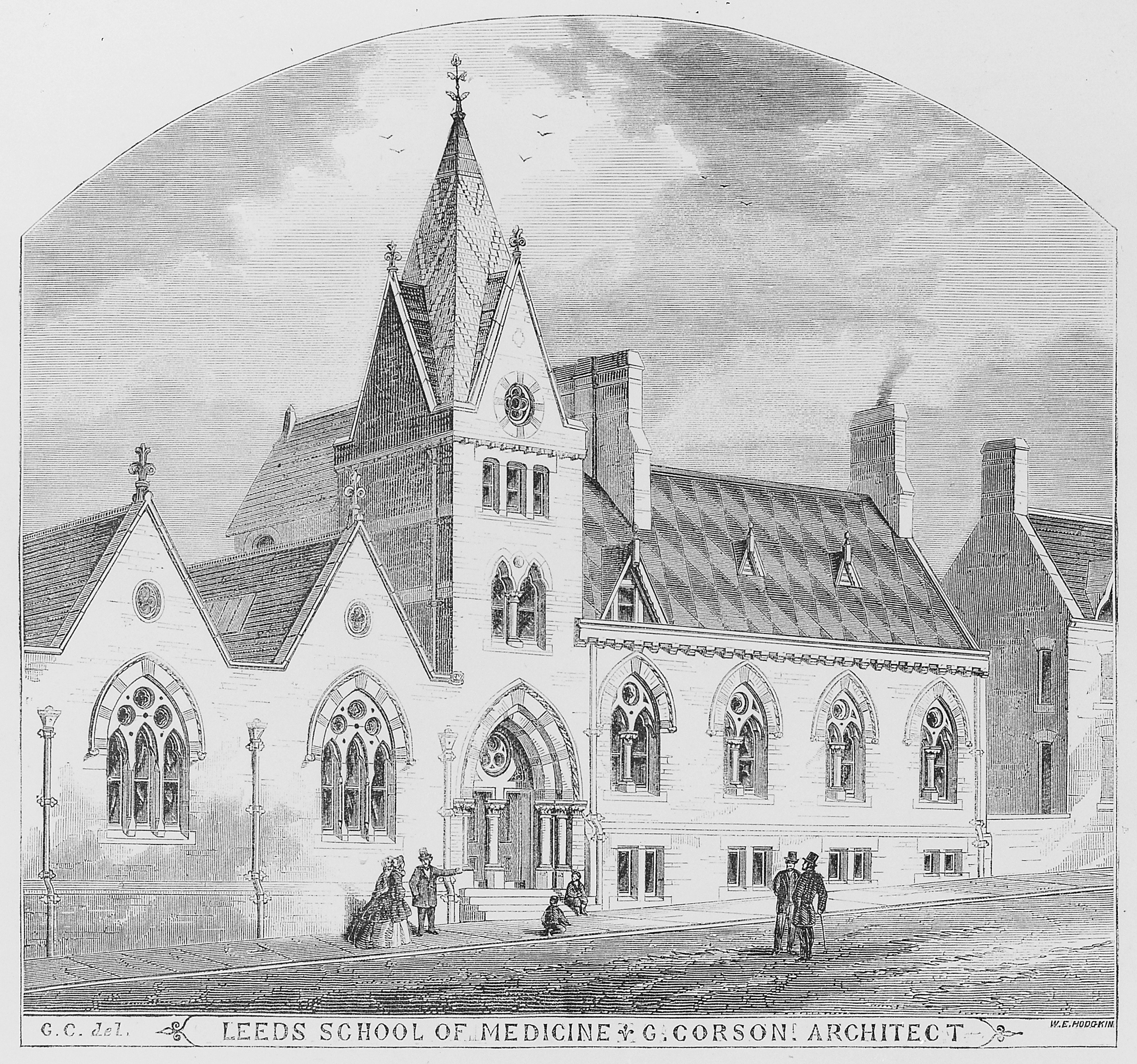
دانشکده پزشکی لیدز. معمار G. Corson

دانشکده پزشکی لیدز (به انگلیسی: Leeds School of Medicine) یکی از دانشکده‌های پردیس پزشکی و سلامت دانشگاه لیدز است که در شهر لیدز در شهرستان یورکشر غربی، در بریتانیا قرارگرفته‌است. 
این دانشکده در سال ۱۸۳۱ قبل از اینکه کالج یورک‌شر به دانشگاه تبدیل شود بنیانگذاری شد. 
مقر اصلی دانشکده در انتهای جنوبی پردیس و در ساختمان ورسلی قرار دارد. 